# Warrenville (Illinois)
Warrenville è un comune degli Stati Uniti d'America, situato nell'Illinois, nella contea di DuPage. Fa parte dell'area metropolitana di Chicago. Secondo il censimento del 2010, la città aveva una popolazione totale di 13 140 abitanti.

## Storia
Warrenville fu fondata nel 1883 quando Julius Warren e la sua famiglia si trasferirono ad ovest da New York. Il primo stabilimento principale, una locanda e taverna, fu costruito nel 1838 da Julius Warren stesso, dato che la famiglia era abile con il legname ed il grano. La locanda sorge tuttora, e fu rinnovata nel 2002.
La cittadina crebbe in fretta con due mulini e una strada, la quale congiunse le cittadine di Naperville e Winfield, e sulla quale Julius operò una diligenza. La cittadina fallì nel tentativo di avere una ferrovia. Tuttavia, nel 1902, la Chicago Aurora and Elgin Railroad portò la ferrovia in città, che durò fino alla fine del 1950.
Con una popolazione di 4 000 abitanti, Warrenville fu finalmente nominata città nel 1967, dopo sei tentativi falliti. Il 1970 e il 1980 portarono ad un'espansione verso ovest dalla città di Chicago, causando il raddoppiamento della popolazione della piccola comunità di agricoltori.